# Viento (navegación)
El conocimiento y control del viento ha sido uno de los factores claves en la navegación a lo largo de los siglos. El viento en consecuencia, ha obtenido diferentes nombres en terminología marinera en función de su dirección, fuerza, regularidad, procedencia, etc. 

## Vientos según su dirección
Según Antonio de Ulloa, con respecto a su dirección, se dice: 
- viento por la proa es el que precisamente trae su dirección del mismo punto a que debe dirigirse el rumbo
- el contrario es el que se le aproxima mucho o con la sola diferencia de una a tres cuartas en su dirección
- escaso, el que ni aun de bolina permite navegar al rumbo que debe hacerse y solo deja seguir alguno de los inmediatos
- de bolina, es el que sopla desde las seis a las ocho cuartas o permite hacer rumbo de derrota, navegando de bolina
- el ancho, el largo y el abierto el que viene en dirección que forma con la del rumbo un ángulo mayor que el de las seis cuartas de la bolina. Cuando este ángulo es recto, se dice viento a la cuadra que en lo antiguo llamaban cuartelado y cuando solo le faltan dos o tres cuartas para coincidir con la quilla por la parte de popa se dice por la aleta o por el anca
- el de a popa o en popa el que se aproxima mucho al de en popa cerrado que es el que sigue rigurosamente ia dirección de la quilla en el rumbo que hace la nave
- el de travesía, que como se ve en esta voz adquiere su denominación relativamente a los parajes sobre que sopla, puede considerarse en la clase de los de por la proa, contrarios y escasos o tiene analogía con ellos.

### Otras denominaciones
Hasta aquí Ulloa, más aún son frecuentísimas otras muchas denominaciones que si bien no alteran esta clasificación gradual, deben indicarse para que el lector no dude y encuentre directamente el significado de cada una, cuando lo busque. 
Tales son, relativamente a su dirección:
- el viento a la estrella, que se dice muchas veces del norte
- viento a la cabeza, que llaman en Veracruz al mismo Norte cuando reina con suavidad en los meses de verano y particularmente en agosto y septiembre
- viento a la mar, marero y de fuera, que es el que viene del lado de la mar con respecto a la tierra y equivale en los puertos o inmediaciones de ésta a la virazon
- viento a la tierra o de tierra, al contrario, el que sale desde ella hacia la mar y equivale a terral, en sus casos
- viento a fil de roda, que es lo mismo que por la proa o por el pico
- viento puntero, que se llama así porque obliga a puntear y equivale a escaso
- viento de revés que es el que repentina o accidentalmente hiere en las velas por la cara de proa
- viento de bordada, el que permite hacer una bordada larga y ventajosa con relación al objeto del viaje o comisión
- viento de través, es lo mismo que a la cuadra, no solo accidentalmente con respecto al costado del buque en alguna posición o maniobra momentánea sino también con relación al rumbo que este sigue
- viento en tantas cuartas, aquel cuya dirección forma con el rumbo a contar desde proa un ángulo del número de cuartas determinado
- viento favorable, el que sopla en direcciones próximas a la derrota o forma con ella ángulos obtusos
- viento de botalones, el largo o en popa de la calidad de los bonancibles que permite llevar las alas
- viento franco, el que da lugar para seguir un rumbo determinado navegando en buena vela o sin necesidad de apuntar las bolinas
- viento cerrado a tal rumbo, el que trae rigurosa o exactamente su dirección en el rumbo señalado, sin declinar un ápice a uno ni otro lado
- viento arremolinado, el que forma remolinos en su curso
- viento variable, el que no fija su dirección o no guarda en ella ley alguna conocida. Entre estos suele haber alguno tal que figuradamente se dice viento redondo porque parece que sopla de toda la redondez del horizonte
- viento por el zenit, expresión figurada con que se significa una gran calma
- vientos cardinales, los que toman su origen de los cuatro puntos cardinales del horizonte
- vientos orientales y occidentales, los que proceden de la parte del oriente o de la del occidente.

## Vientos según su fuerza
En atención a su fuerza, y empezando a contar, según D. Antonio de Ulloa, desde la calma muerta o chicha en que ni aun ambiente alguno se siente, se dice:
- solo calma, cuando se advierte de tiempo en tiempo algún ambientillo muy ligero
- vahajillo, cuando se nota un vientecillo muy flojo que no llega a la superficie del agua
- ventolina, cuando este vahajillo apunta por diversas partes sin fijarse en ninguna
- viento entablado, cuando se afirma por alguna parte
- viento fresco (que también se llama viento de todas velas, y por otro estilo viento de juanetes) cuando van las velas llenas y no gualdrapean
- frescachón, cuando es recio y no permite llevar juanetes
- cascarrón, cuando se necesita tomar rizos a las gavias
- ventarrón, cuando obliga a aferrarlas y a mantenerse con las dos mayores
- temporal, cuando es preciso quedar con el trinquete, correr o ponerse a la capa.
- hay además viento aturbonado, viento a ráfagas, contrastes y huracanes.

### Otras denominaciones
- viento calmoso, el muy flojo y que sopla con intermisión
- viento flojo, el de menos fuerza que el bonancible pero constantemente como él o no interrumpido como el calmoso.
- viento bonancible, el de fuerza moderada que permite llevar hasta las velas más menudas y al cual se dan también los nombres o calificaciones de suave, apacible, blando, benigno, fresquito, galeno o se indica lo propio con decir viento de sobrejuanetes
- viento hecho, el que también se dice entablado y seguro
- viento de tantas millas, el de fuerza capaz de hacer andar al buque el número de millas determinado
- viento igual, seguido o llano, el que sopla con un mismo grado de fuerza constantemente y diferencia del desigual que es el designado por la expresión de viento a ráfagas o a rachas y que también se llama traidor, en su caso
- viento manejable, el más fuerte que el fresco pero que permite hacer cualquiera maniobra conveniente
- viento de tantos rizos, el frescachón cuyo grado de fuerza se indica con el número de rizos tomados a las gavias
- viento duro, el cascarrón y el ventarrón, que también suele significarse con la expresión de viento para una escuadra
- viento forzado, el que obliga a buscar abrigo o tomar un fondeadero a toda costa o hacer otra maniobra violenta en las circunstancias para separarse de algún peligro o evitarlo
- viento borrascoso, violento, tormentoso, impetuoso, deshecho, pesado, furioso, porfiado, temible, peligroso, etc. el temporal o el muy semejante a este y que es llamado con todos estos nombres por varios autores y en la generalidad de los escritos antiguos y modernos, en los cuales se ven además equivocadas o usadas como equivalentes las voces de tiempo o temporal y viento en estos casos
- viento huracanado, el temporal que se aproxima en su fuerza a la del huracán.

## Vientos según su localización
Además de todas estas denominaciones se distinguen los vientos bajo otros conceptos, en generales o reglados que son los que en varios parajes del globo guardan una dirección constante. A esta clase pertenecen los denominados alisios y brisas que reinan entre los trópicos:
- vientos periódicos, o por otro nombre elesios, que son los que se mudan o cambian por lo regular en direcciones opuestas en tiempos determinados como las monzones en los mares de la India oriental.
- vientos refutares, los generales y los periódicos
- viento particular, el que sopla en los mares donde su dirección no es constante.

También se dice:
- viento de sol, al que se levanta o refresca con la salida y elevación de este astro sobre el horizonte y vuelve a caer o aflojar cuando se pone.
- viento de marea, el que aumenta de fuerza o entra con la marea creciente y cede en la menguante.
- viento alto, el que corre con más fuerza o con otra dirección a cierta altura de la superficie del mar.
- viento bajo que cuando lo es notablemente se dice también rastrero, el que sopla desde la superficie del mar hasta una cierta altura con mayor fuerza y aun a veces en dirección diferente del alto.
- viento liviano y sobreaguado, nombre que daba Sarmiento al que parece que corre por sobre la superficie del agua o tocándola muy poco de modo que aunque contrae la expresión a un ventarrón no levantaba mucha mar.
- viento oscuro y viento claro, el ventarrón acompañado de cerrazón en el horizonte y en la atmósfera o sin esta circunstancia
- viento sucio, el achubascado y oscuro que trae aguaceros, llovizna, etc.
- viento de un dedo, expresión que se usa familiarmente para ponderar la violencia e impetuosidad de un temporal. Con ella se manifiesta la dificultad o imposibilidad de asomar y mantener derecho un dedo por encima de la borda sin que lo doble o encorve el viento que en él choca.
- se dice viento negro al aquilón y hay autor que denomina vientos altanos a los que se levantan de tierra y corren al mar y vuelven al continente y dice que estos mismos, cuando se vuelven al mar, se llamana apogeos porque parten de la tierra. De cuya definición se deduce que altanos son el terral y la virazón considerados en la alternativa que ordinariamente guardan.

## Expresiones relacionadas
- Afirmar, afianzar, asegurar, fijar el viento: Adquirir este constancia en su dirección.
- Coger, meter en viento: bracear por sotavento o arribar para que el viento entre en las velas por su cara de popa y equivale a marear y a echar y botar en vela. El primer verbo de esta frase se usa también como neutro, hablando de la vela misma que coge en viento.
- Tomar viento: figuradamente significa huir, desertarse, desaparecer sin que nadie lo note.
- Tomar viento una vela: entrar o herir este en ella por su cara de popa cuando no hay objetos intermedios que lo impidan o se dispone u orienta convenientemente. Lo mismo se dice del total de un aparejo, v. gr. el del trinquete.
- Quitar el viento: ponerse con el buque al costado de barlovento de otro, interceptándole el viento con el velamen propio, y dejándolo como en calma. También se quita el viento a un aparejo entero o a una vela con la interposición de otro u otra o bien braceando al filo.
- Traer otro viento: se dice de la embarcación que se descubre navegando con otro viento distinto del que lleva la propia. Este fenómeno muy frecuente en la mar consiste en que con el intermedio de muy corto espacio reinan dos vientos diferentes y aun a veces diametralmente opuestos sucediendo bien a menudo que la embarcación que lo trae distinto llega con él hasta muy cerca. En este estado, que es cuando ambas embarcaciones casi tocan la raya divisoria de los dos vientos o bien quedan aquellas en calma o bien vence uno de estos y da la norma en que cada uno de los navegantes ha de continuar su camino. Ordinariamente, sucede esto sobre las costas con los terrales y las virazones y se está viendo todos los días que una embarcación tiene viento cuando otra se halla en calma.
- Tesar de viento la vela o no tesar el cataviento: tener la fuerza necesaria para lo primero o carecer aún de la suficiente para lo segundo.
- Abrir el viento: esta frase tiene varias significaciones. 
  - En el caso de ser el verbo activo, se dice por orzar cuando se va en popa cerrado o arribar cuando se navega de bolina, hasta tener el viento a un largo.
  - Siendo el verbo neutro, significa girar el viento desde el de popa cerrado o desde el de bolina hasta hacerse largo en uno y otro supuesto.
  - También se dice que el viento abre, cuando en una virada por avante pasa, por efecto del movimiento giratorio del buque, desde la posición de fil de roda a la banda que va a ser nuevo barlovento
- Cerrar el viento: orzar para disminuir el ángulo en que se navega con el viento y es equivalente a cerrar el rumbo, en uno de sus casos.
- Cerrarse el viento, orzar para disminuir el ángulo que se navega con el viento
- Cerrarse con el viento: en un sentido es orzar sin desperdiciar nada
- Presentarse al viento o presentar la proa al viento: lo mismo que orzar y ceñir.
- Irse al viento el buque, coserse, pegarse con el viento: ser muy bolinero, tener la propiedad constante o accidental de ceñir mucho.
- Acercarse al viento: orzar.
- Buscar el viento: esta frase significa también orzar, ya se use como voz de mando al timonel para que no se descuide y orce a no desperdiciar o ya se diga del buque mismo por equivalente de las de ceñir mucho, partir al puño, pegarse al viento, etc. También se dice ir a la mar a buscar el viento en el sentido recto de salir del puerto o separarse de la costa para encontrar viento más fresco, que se supone reina siempre mar afuera.
- Mirar el viento o al viento: es otra frase que significa lo mismo que ponerse de orza a casi ceñir.
- Ir, venir, llevarlo, traerlo al viento: son voces de mando al timonel para que orce.
- Ir a medio viento: ceñir, bolinear, navegar de bolina, ir a orza.
- Salir, ganar, remontar al viento, tener, mantener el viento, disputar el viento, ganar, perder el viento, etc: en todas estas frases tiene el mismo sentido que barlovento.
- Salirle al viento, frase exagerada con que se significa la exagerada marcha del buque como una de sus buenas propiedades queriendo dar a entender que es más veloz que el viento.
- Ganarle al viento tantas cuartas: sacar un rumbo que forme con la dirección del viento un ángulo menor que un recto en el número de cuartas determinado, que según lo que generalmente acredita la experiencia nunca pueden ser más de tres.
- Repartir el viento: lo mismo que bordear, haciendo de igual extensión las bordadas a corta diferencia.
- Darlo el viento, alcanzar, dar o permitir para hacer tal o cual maniobra.
- Poner el viento a popa: arribar hasta que su dirección coincida con la de la quilla.
- Irse el viento a tal rumbo: lo mismo que llamarse al rumbo de que se trata.
- Aguantarse con el viento: mantenerse orzado y sin perder notablemente barlovento, aguantando más o menos vela según las circunstancias pero siempre en cantidad superior a la que según ellas se lleva de ordinario.
- Forzar el viento, resistir con más vela que la ordinaria la fuerza del viento o del temporal.
- Hurtar el viento: ganar barlovento a fuerza de repetidas viradas.
- Trabajar al viento: dícese del cable que sostiene al buque en un fondeadero contra el impulso del viento.
- En viento: modo adverbial de igual significación que el de en vela. Así se dice que va en viento el que va ya en vela, mareado o velejeado y también de la vela que va llena o herida del viento.
- ¡Al viento! ¡al viento!: otro modo adverbial y voz de mando al timonel para que orce.
- ¡En viento! ¡en viento!: otro modo adverbial e igualmente voz de mando al timonel para que arribe.
- A buen viento, a viento o con viento lleno etc.: otros modos adverbiales que significan arribar y también navegar con viento favorable o con todas las velas llenas así como el de contra viento expresa todo lo contrario en este último sentido.
- A la voluntad, a merced de los vientos: otro modo adverbial que denota la situación de un buque arrollado por el ímpetu de los vientos.
- Viento en popa es medio puerto: refrán con que se da a entender la gran diferencia que hay entre navegar orzado y navegar en popa en cuya última posición no se percibe ni la mitad de la fuerza del viento ni la de la mar. De aquí el dicho vulgar de que viento en popa y mar bonanza navegaba Sancho Panza.
- El viento no rompe cables: otro refrán admitido como axioma.